# Cochleanthes ionoleuca
Cochleanthes ionoleuca là một loài thực vật có hoa trong họ Lan. Loài này được (Rchb.f.) R.E.Schult. & Garay mô tả khoa học đầu tiên năm 1959.